# 2023 DW
2023 DW は、地球近傍小惑星 (NEO) に分類される小惑星の一つである。発見された直後にトリノスケールが「1」と評価されたが、現在は最も低い「0」に格下げされている。

## 発見と特徴
2023 DW は2023年2月26日に、チリのサンペドロ・デ・アタカマにて行われていた「MAP asteroid search program」で観測を行っていた Georges Attard とアラン・モーリーによって最初に発見された。発見当初は暫定的に 3BP2721 と呼称されていたが、その翌日に発行された小惑星センターの小惑星電子回報 (MPEC, Minor Planet Electronic Circular) にて仮符号 2023 DW が与えられた。発見時、2023 DW の天球上における移動速度は毎分9.29秒で、ろくぶんぎ座の方向に位置していた。
太陽からの軌道長半径は約 0.82 au（約1億2267万 km）で、離心率0.396の楕円軌道を約270日かけて公転しており、太陽からの遠日点距離が 0.983 au を超えているため、地球近傍小惑星の中でもアテン群と呼ばれるグループに属する。地球と軌道が交差する地球横断小惑星でもあり、地球軌道に対する最小交差距離 (MOID) は約 0.0005 au（約74,800 km）と非常に近い。ジェット推進研究所内に設置されている地球近傍天体研究センター (CNEOS) による2023年3月19日時点の推定では、2023 DW の直径は 47 m となっている。

## 地球への接近

発見当初に地球への衝突の可能性が高いとされた小惑星が、後に衝突リスクが無いと判断される仕組みを示した画像。当初は小惑星が通過する可能性のある範囲内に地球があったとしても、観測回数が増えて詳細な軌道が分かっていくにつれて地球がその範囲内から外れて衝突リスクはほぼ無いという評価となる事例が多い。

発見から1日余りが経過した同年2月28日、それまでに得られた観測に基づく軌道計算の結果、2046年2月14日に地球へ衝突する確率が 0.085% あると算出され、CNEOS は天体が地球へ衝突する確率および衝突した際の被害の大きさを0から10までの11段階で評価する尺度であるトリノスケールにおいて下から2番目のランクである「1」に格付けされた。この時点でトリノスケールが「1」以上と評価されていたのは 2023 DW のみで、他の小惑星は全て最も低い「0」に格付けされていた。また、欧州宇宙機関 (ESA) の地球近傍天体調整センター (NEOCC) も 2023 DW の衝突確率が比較的高いとし、地球に衝突する可能性がゼロではない小惑星がまとめられている「リスクリスト (Risk List)」に 2023 DW を掲載した。
この衝突確率の高さから、2023 DW の発見は様々なメディアで取り上げられたが、仮に 2023 DW が地球へ衝突したとしても地球全体に大きな影響を及ぼすことはないとされている。しかし小惑星の大きさを鑑みると、人口密集地付近に落下した場合は深刻な被害を及ぼす危険性があるとされている。一部の研究者は 2023 DW がこのときに地球に衝突する場合の落下地点を予測しており、現時点ではインド半島沖のインド洋から太平洋を渡ってアメリカ南部付近までの細い領域が 2023 DW の落下しうる地域として予想されている。
しかし、少なくとも2046年の接近で地球へ衝突する可能性は非常に小さいとされ、このような地球への衝突のリスクが高いと評価された小惑星であっても、数日から数週間の追加観測により求められた更に正確な軌道が計算された結果、衝突リスクが大きく低減される可能性が高いとされた。アメリカ航空宇宙局 (NASA) は3月8日、Twitterにて「（軌道の）不確実性を減らし、数年先の軌道を適切に予測するにはさらに数週間のデータが必要である。軌道アナリストは引き続き小惑星 2023 DW を監視し、より多くのデータが入ってくれば予測を更新していく。」とツイートしている。
その後、この接近における衝突確率は3月12日に 0.28%（約360分の1）まで上昇したが、その後は急激に低下していき、3月16日には算出された衝突確率が 0.028%（約3600分の1）となり、CNEOS は 2023 DW のトリノスケールを「0」に格下げした。また、NEOCC も3月14日には 2023 DW のトリノスケールを「0」に格下げした。そして3月19日に、それまでの118回分の観測結果から算出された計算結果に基づく地球への最接近距離よりもその不確実性が下回ったことで 2023 DW が2046年の接近で衝突しないことがほぼ確実となり、衝突確率は約2200万分の1という無視できる程度にまで急減した。3月20日、CNEOSは 2023 DW が地球へ衝突する潜在的な危険性が完全に排除されたとして、個別ページでの衝突リスク評価を終了した。また、この時には NEOCC も 2023 DW をリスクリストから除外した。JPL Small-Body Database による算出では、2046年の地球への接近時における名目上 (Nominal) の地球への最接近距離は約473万 km（月までの距離の約12.3倍）となっている。
2023年3月21日時点の JPL Small-Body Database による算出では、2046年の後にさらに地球に近く接近するタイミングが22世紀末までに3度あり、そのうち2179年2月16日には地球から約205万7000 km（月までの距離の約5.35倍）にまで接近すると計算されている。
| 軌道解                                                                | 観測弧 （括弧内は観測回数） | JPL Horizonsによる 名目上の最接近距離 （地心距離） | 不確実性 (3σ) | 衝突確率 （主にCNEOSによる） | トリノスケール （CNEOSによる） | 最大 パレルモスケール （CNEOSによる） |
| --------------------------------------------------------------------- | --------------------------- | -------------------------------------------------- | ------------- | ---------------------------- | ------------------------------ | ------------------------------------- |
| JPL #2 2023年2月28日算出                                              | 2日（38回）                 | 0.0165 au （約247万 km）                           | ± 2075万 km   | 0.12%                        | 1                              | –2.28                                 |
| JPL #5 2023年3月3日算出                                               | 4日（55回）                 | 0.0181 au （約271万 km）                           | ± 1756万 km   | 0.14%                        | 1                              | –2.21                                 |
| JPL #7 2023年3月5日算出                                               | 6日（62回）                 | 0.0124 au （約186万 km）                           | ± 1327万 km   | 0.16%                        | 1                              | –2.16                                 |
| JPL #8 2023年3月6日算出                                               | 6日（62回）                 | 0.0123 au （約184万 km）                           | ± 1295万 km   | 0.18%                        | 1                              | –2.12                                 |
| JPL #9 2023年3月11日算出                                              | 13日（69回）                | 0.0121 au （約181万 km）                           | ± 788万 km    | 0.24%                        | 1                              | –1.98                                 |
| JPL #10 2023年3月12日算出                                             | 13日（77回）                | 0.0097 au （約145万 km）                           | ± 663万 km    | 0.28%                        | 1                              | –1.89                                 |
| JPL #11 2023年3月13日算出                                             | 15日（91回）                | 0.0186 au （約278万 km）                           | ± 689万 km    | 0.15%                        | 1                              | –2.18                                 |
| JPL #12 2023年3月14日算出                                             | 16日（99回）                | 0.0192 au （約287万 km）                           | ± 660万 km    | 0.13%                        | 1                              | –2.23                                 |
| JPL #13 2023年3月15日算出                                             | 17日（104回）               | 0.0198 au （約296万 km）                           | ± 608万 km    | 0.10%                        | 1                              | –2.34                                 |
| JPL #14 2023年3月16日算出                                             | 17日（112回）               | 0.0216 au （約323万 km）                           | ± 484万 km    | 0.028%                       | 0                              | –2.90                                 |
| JPL #16 2023年3月19日算出                                             | 20日（118回）               | 0.0303 au （約453万 km）                           | ± 381万 km    | 0.0000046%                   | 0                              | –6.74                                 |
| 2023年3月20日14時31分 (UTC)、CNEOSによる 2023 DW の衝突リスク評価終了 |                             |                                                    |               |                              |                                |                                       |
| JPL #17 2023年3月20日算出                                             | 21日（123回）               | 0.0317 au （約474万 km）                           | ± 279万 km    | 評価終了                     | 評価終了                       | 評価終了                              |